# Fécamp
Fécamp es un municipio francés en la región de Alta Normandía, antiguo puerto bacaladero, en el departamento de Sena Marítimo, en el litoral del país de Caux, a unos 40 km al norte de Le Havre.

## Geografía
Fécamp se encuentra en la valleuse del río Valmont, en el núcleo del País de Caux, en la Costa de Alabastro.

## Demografía
| 6 570 | 7 000 | 7 937 | 7 846 | 9 418 | 9 452 | 10 088 | 11 401 | 11 597 | 12 110 | 12 832 | 12 899 | 12 684 | 12 299 | 13 247 | 13 577 | 14 656 | 15 381 | 16 737 | 17 383 | 17 165 | 17 184 | 17 263 | 17 708 | 16 876 | 18 201 | 19 491 | 21 406 | 21 910 | 21 436 | 20 808 | 21 027 | 19 169 |
| Para los censos de 1962 a 1999 la población legal corresponde a la población sin duplicidades (Fuente: INSEE [Consultar]) |       |       |       |       |       |        |        |        |        |        |        |        |        |        |        |        |        |        |        |        |        |        |        |        |        |        |        |        |        |        |        |        |

## Historia

### Prehistoria
El oppidum del Canadá, a la altura de Fécamp, muestra una ocupación humana que se remonta al menos al neolítico.

### Galia independiente y romana
Se han encontrado algunos objetos de la época galorromana, en especial monedas. Fécamp estaba en la antigua ruta que unía Arques-la-Bataille y Lillebonne al norte de Galia. Las excavaciones de la región del palacio ducal en 1973-1984 revelaron vestigios de La Tène III y de la época galorromana.

### Edad Media

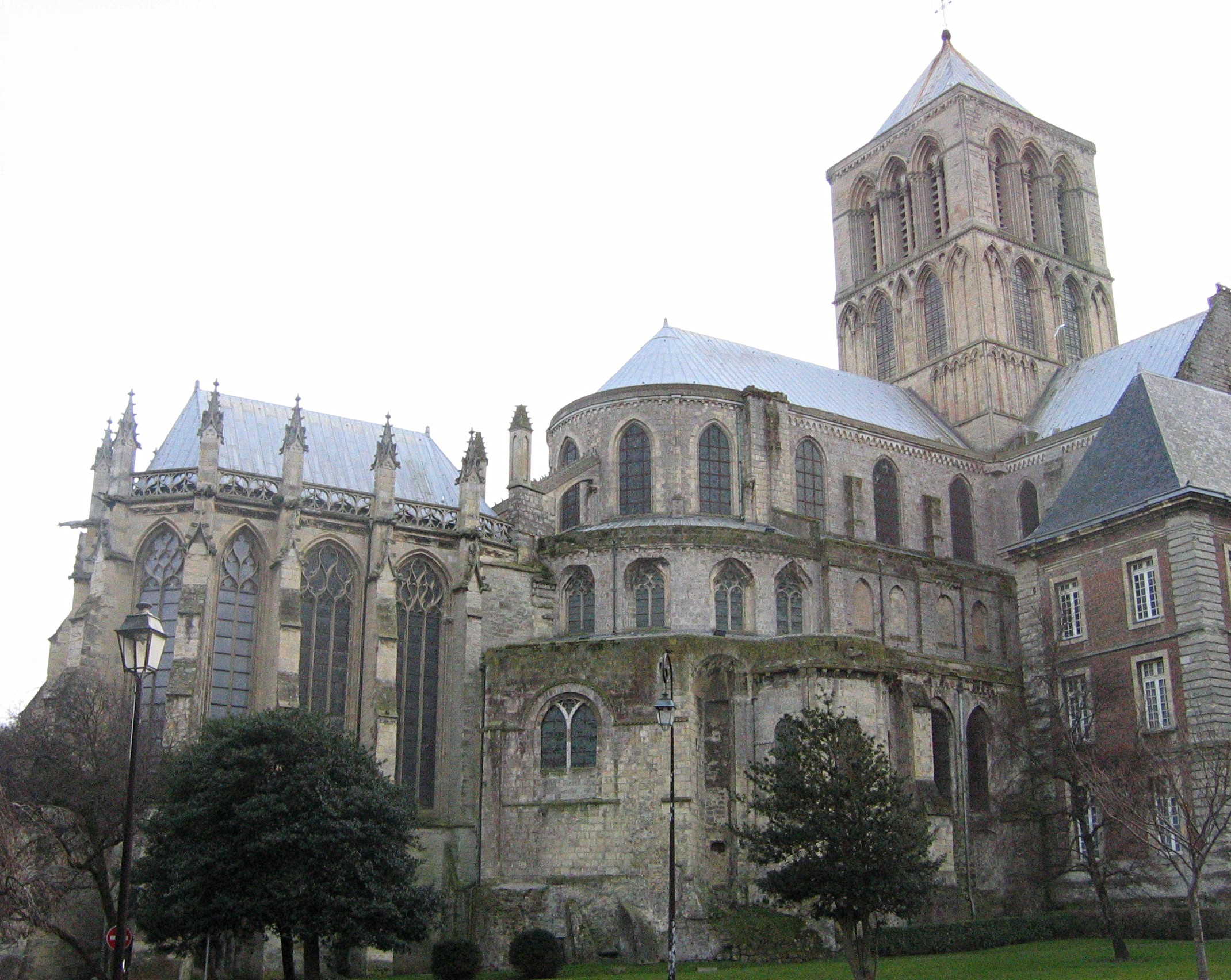
Ábside de la iglesia abacial de la Trinidad.

En el siglo VI, san Leodegario es deportado a Fécamp.
Alrededor del palacio ducal, se han hallado testimonios carolingios (monedas y cimientos de dos capillas). La abadía la fundó en 658 san Vaning, conde merovingio, y estaba destinado a mujeres.
Ricardo I, duque de Normandía nació en 933 en Fécamp. Tras las destrucciones de los Vikingos en 851, Ricardo I hace reconstruir una iglesia. Pero es Ricardo II quien llama a Guillermo de Volpiano para reanimar la vida de la abadía, según la regla benedictina. La iglesia abacial de la Trinidad se construye entre 1175 y 1220 con la piedra clara de Caen. En tiempos de los Plantagenêt, el scriptorium de Fécamp produce numerosos manuscritos. A la muerte de Guillermo de Volpiano le sucede en el cargo de abad Juan de Fécamp, impulsor de la reforma monástica y autor de varias obras, entre las que destaca su Confesión teológica.
El escritor Robert Wace pasó su juventud en Fécamp.^{
En 1202, Juan Sin Tierra otorga un régimen municipal en Fécamp. En 1204, el ducado normando se integra al dominio real francés.
1410: Incendio de la ciudad por los ingleses.
En 1449, Fécamp se libera de la ocupación inglesa.

### Épocas moderna y contemporánea

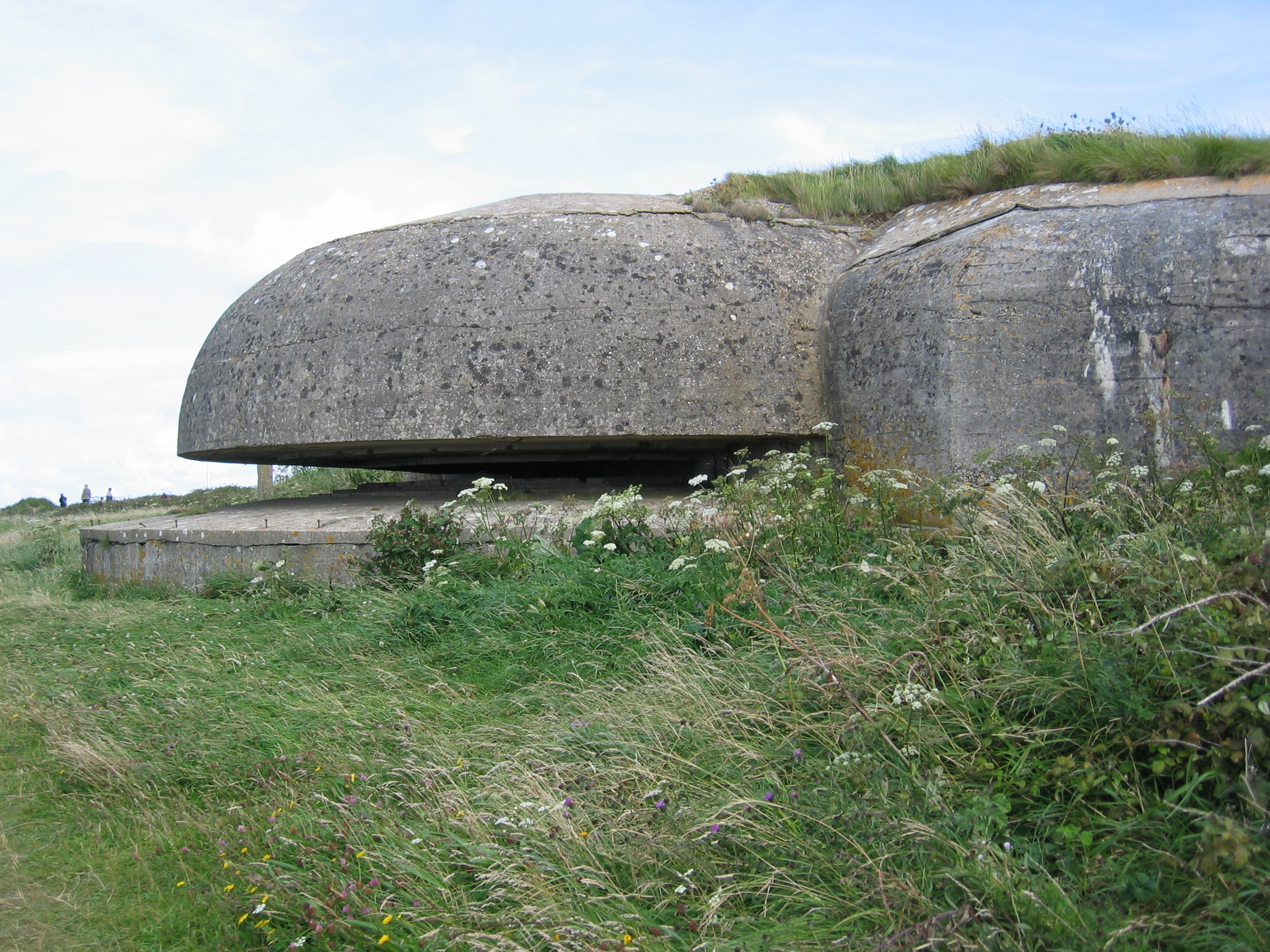
Muro del Atlántico en Fécamp.

En el siglo XIX y a principios del siglo XX, Fécamp tiene une importante actividad pesquera bacaladera.
El escritor Jean Lorrain nació el 9 de agosto de 1855, al igual que Jean Accart, as de la Segunda Guerra Mundial, el 7 de abril de 1912.

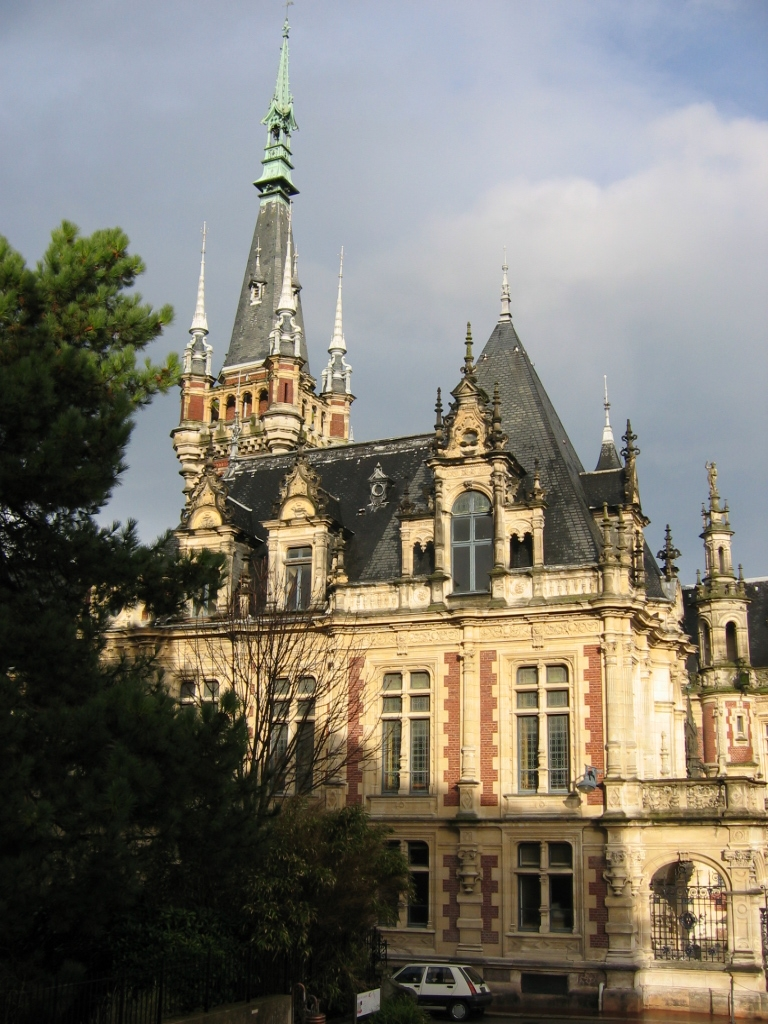
Palacio Bénédictine.

Guy de Maupassant vivió en Fécamp.

## Patrimonio
- Palacio Benedictine, obra neogótica y neorrenacentista construida por el industrial que comercializó el licor Benedictine; es representativo de la tendencia ecléctica en arquitectura.
- Iglesia abacial de la Trinidad: Siglos XII / XV, peregrinación de la Preciosa Sangre, nave del gótico inicial, reloj, rejas, órganos
- Castillo ducal.
- Museo de « Terre-Neuvas »
- Casa del patrimonio: estancia del siglo XVI, llamada "Casa de la flor de lis" y luego "Hotel del gran ciervo". Desde 2005 es sede de los archivos municipales.
- Villa Emilia, finales del siglo XIX, estilo Art Nouveau.